# Підвішування дзвона Сигізмунда
«Підвішування дзвона Сигізмунда на вежі Кафедрального собору в 1521 році в Кракові» (пол. Zawieszenie dzwonu Zygmunta na wieży katedry w roku 1521 w Krakowie) — картина польського художника Яна Матейка, завершена в 1874 році. На ній зображено встановлення дзвону Сигізмунда на Вавельському кафедральному соборі у Кракові в 1521 році. Дзвін був встановлений у вежі Сигізмунда і вперше пролунав 13 липня 1521 року. Дзвін вважається одним із національних символів Польщі. Ця картина є однією з низки історичних полотен Матейка. На ній зображено натовп, серед яких можна впізнати ряд історичних постатей. Вона передає золоту добу польського Відродження та могутність Королівства Польського.
Існує кілька альтернативних назв картини. Серед них — «Освячення дзвону Сигізмунда...», запропонована Мечиславом Третером, «Підняття дзвону Сигізмунда...», «Дзвін короля Сигізмунда» або просто «Дзвін Сигізмунда».